# Визавер, Виталий Юрьевич
Вита́лий Ю́рьевич Визавер (укр. Віталій Юрійович Візавер; род. 22 декабря 1978, Херсонская область) — украинский футболист, защитник.
Его первым профессиональным клубом стал киевский ЦСКА-2 в Первой лиге Украины. В 1998 году играл за «Ригонду» из Белой Церкви. Позже на протяжении трёх лет выступал за армянский «Титан». В 2003 году непродолжительное время играл в России за «Волгарь-Газпром», после чего оказался в иванофранковском «Спартаке». В 2005 году перешёл в «Крымтеплицу», где стал одним из лидеров команды, выступая за неё на протяжении семи сезонов. После окончания контракта перешёл в краматорский «Авангард».
На профессиональном уровне сыграл больше 400 матчей.

## Биография
Родился 22 декабря 1978 года в селе в Херсонской области, где его родители живут и поныне. Визавер начал заниматься футболом именно в Херсонской области, после чего переехал в Киев. Там он продолжил заниматься в Республиканском высшем училище физической культуры (РВУФК).

### Начало карьеры (1996—1998)
В июне 1996 года провёл 4 матча за киевский ЦСКА-2 в любительском чемпионате Украины 1995/96. В сезоне 1996/97 начал выступать за ЦСКА-2 в Первой лиге Украины. ЦСКА-2 стал первым профессиональным клубом в карьере Виталия. 12 августа 1996 года дебютировал в Первой лиге в домашнем матче на стадионе ЦСКА против северодонецкого «Химика» (1:4), Визавер вышел на 58 минуте вместо Олега Хвои. Всего в этом сезоне Виталий сыграл в 25 матчах, при чём 16 матчей он начал в основе. Также он сыграл в 1 матче Кубка Украины. Первую половину следующего сезона 1997/98 провёл в ЦСКА-2, сыграв в 9 матчей в Первой лиге и 5 игр в Кубке Украины. Всего за ЦСКА-2 провёл 34 матча в Первой лиге.
В начале 1998 года перешёл в «Ригонду» из Белой Церкви, сейчас клуб называется «Рось». «Ригонда» выступала во Второй лиге Украины. 1 апреля 1998 года дебютировал в составе команды в выездной игре против СК Одесса (2:1). В «Ригонде» провёл всего полгода. Во второй половине сезона 1997/98 Визавер провёл 15 матчей и забил 1 мяч (в ворота запорожского «Виктора») и стал основным игроком команды. В начале следующего сезона 1998/99 провёл 4 матча в Первой лиге. Всего за «Ригонду» сыграл в 19 матчах и забил 1 мяч, во всех поединках он отыграл все 90 минут.

### «Титан» (Армянск)
Весной 1999 года перешёл во второлиговый клуб, в армянский «Титан». 4 апреля 1999 года дебютировал в составе команды в выездном матче против черноморского «Портовика» (2:0), Визавер начал игру в основном составе, но на 67 минуте был заменён на Андрея Берегули. В сезоне 1998/99 провёл за «Титан» 7 игр. В следующем сезоне 1999/00 Визавер провёл 22 матча во Второй лиге и 3 матча в Кубке Украины.
В сезоне 2000/01 «Титан» занял во Второй лиге 4 место, уступив «Днепру-3», «Системе-Борекс» и «Оболони». Визавер в 24 матчах забил 3 мяча в ворота «Горняка-Спорт», «Черноморца-2» и «Черкасс-2». В Кубке провёл 5 матчей. В следующем сезоне 2001/02 за «Титан» Визавер провёл во Второй лиге 30 матчей, в Кубке Украины провёл 4 игры. Первую половину сезона 2002/03 провёл в «Титане» и сыграл во Второй лиге 15 матчей и 1 игру в Кубке. Всего за «Титан» во Второй лиге провёл 98 матчей и забил 3 мяча.

### «Волгарь-Газпром» и «Спартак» (Ивано-Франковск)
В начале 2003 года перешёл в российский «Волгарь-Газпром» из Астрахани. В команде кроме Визавера также выступали ещё двое игроков с Украины: Алексей Гетьман и Владимир Мацигура. В составе команды провёл всего 1 матч в Первом дивизионе России, 1 апреля 2003 года против читинского «Локомотива» (2:1). Визавер в этой игре вышел в конце встречи на 80 минуте вместо Виталия Абрамова. Вскоре после этого покинул расположение клуба.
Летом 2003 года перешёл в иванофранковский «Спартак». 18 июля 2003 года дебютировал в составе команды в Первой лиге в выездном матче против винницкой «Нивы» (3:0), Визавер отыграл всю игру. В команде стал основным игроком и провёл в сезоне 2003/04 27 матчей, в которых забил 1 мяч (в ворота алчевской «Стали») в Первой лиге и 2 матча в Кубке Украины. Также в этом сезоне провёл 1 игру в составе калушского «Лукора» во Второй лиге. В следующем сезоне 2004/05 провёл за клуб в Первой лиге 30 матчей и забил 2 мяча (в ворота хмельницкого «Подолья» и харьковского «Арсенала»), в Кубке сыграл в 2 играх.

### «Крымтеплица»
Летом 2005 года перешёл в «Крымтеплицу» из Молодёжного, которая стала новичком в Первой лиге Украины. Инициатором перехода Визавера в крымский клуб был Александр Васильев, президент «Крымтеплицы». В это время Виталий учился в Таврическом национальном университете имени В. И. Вернадского в Симферополе. Часто бывая в столице Крыма, он переговорил с руководством клуба, который расположен неподалёку, и вскоре подписал контракт с «Крымтеплицей». Контракт подписал на правах свободного агента. Главным тренером команды был Олег Лутков, а позже некоторое время Анвар Сулейманов, который был главным тренером армянского «Титана», во времена, когда там играл Виталий Визавер. 30 июля 2005 года дебютировал в составе команды в Первой лиге в выездном матче против луганской «Зари» (1:0), Визавер отыграл всю игру и получил жёлтую карточку в этой встрече. Большую часть второй половины сезона 2005/06 Виталий пропустил из-за травмы и не проходил предсезонную подготовку. Всего в этом сезоне он провёл 22 матча, в которых получил 1 красную карточку в Первой лиге, также сыграв 1 матч в Кубке.
В следующем сезоне 2006/07 «Крымтеплица» заняла 4 место в Первой лиге, уступив «Оболони», «Закарпатью» и «Нефтянику-Укрнафте». Визавер сыграл в 29 матчах. В Кубке Украины клуб дошёл 1/8 финала, где уступил симферопольской «Таврии» (1:2). Визавер в Кубке сыграл в 3 играх. В ноябре 2007 года участвовал в Кубке Крымтеплицы, и вместе с командой выиграл турнир. В финале «Крымтеплица» обыграла мелитопольский «Олком» (3:0). Зимой 2008 года вместе с командой проходил сборы в Турции. В сезоне 2007/08 Визавер сыграл за «Крымтеплицу» 34 игры, в которых забил 2 гола (в ворота овидиопольского «Днестра» и иванофранковского «Прикарпатья»). В Кубке Украины сыграл 1 матч.
27 июля 2008 года в выездном матче против луганского «Коммунальника» (1:2), Визавер забил красивый гол в ворота Николая Збараха на 39 минуте игры, ударом в девятку (верхний угол ворот). 18 сентября 2008 года в матче с «Княжей» (1:3), он отыграл лишь первый тайм и провёл 100-ю игру в футболке «Крымтеплицы». В феврале 2009 года на Кубке Крымтеплицы клуб завоевал бронзовые награды. В матче за третье место обыграли ялтинский «Форос» (2:2 основное время и 4:3 по пенальти). Всего в сезоне 2008/09 провёл 22 матча и забил 1 гол в Первой лиге, в Кубке сыграл в 2 играх. Также в этом сезоне он играл за фарм-клуб «Крымтеплицы», «Спартак» в чемпионате Крыма.
В июне 2009 года в опросе на официальном сайте «Крымтеплицы» за звание «Лучший футболист клуба в течение 10 лет» Визавер занял 8 место. В феврале 2010 года «Крымтеплица» стала обладателем Кубка Крымтеплицы, в финале обыграв бурштынский «Энергетик» (2:0). В сезоне 2009/10 Визавер провёл 30 матчей в Первой лиге, «Крымтеплица» заняла 6 место в турнире как и в прошлом сезоне. В Кубке Украины он провёл 3 матча, в которых забил 1 гол. Визавер принёс победу в 1/16 финала над «Николаевым» (0:1), забив единственный мяч в игре. «Крымтеплица» дошла до 1/8 финала, где уступила запорожскому «Металлургу» (1:2).
24 июля 2010 года в матче против армянского «Титана» (2:1), Виталий провёл свою 150-ю игру в составе «Крымтеплицы». Летом 2010 года продлил контракт с клубом на два года, до 30 июня 2012 года. В декабре 2010 года в составе «Крымтеплицы» принял участие в Кубке Крымтеплицы по мини-футболу, в котором команда дошла до финала и обыграла молодёжненский «Спартак» (2:6). В феврале 2011 года участвовал в традиционном турнире Кубок Крымтеплицы. После завершения турнира команда отправилась на сборы в Турции. 12 мая 2010 года в домашнем матче против кировоградской «Звезды» (1:1), Визавер на 15 минуте забил в собственные ворота ударом головой. В сезоне 2010/11 он провёл 18 матчей в Первой лиге и 1 игру в Кубке. «Крымтеплица» заняла 4 место в Первой лиге.
В начале следующего сезона в четырёх первых турах Визавер забил 3 гола в 3 турах подряд (в ворота харьковского «Гелиоса», армянского «Титана» и бурштинского «Энергетика»). В матче против «Энергетика» Виталий также провёл свою 250-ю игру в Первой лиге. 13 августа 2011 года в домашней игре против алчевской «Стали», которая закончилась победой тепличников со счётом (4:1), Визавер на 35 минуте срезал мяч в собственные ворота после удара Игоря Сикорского. 12 ноября 2011 года в выездном матче против армянского «Титана» (1:2), Виталий Визавер также забил гол в свои ворота, мяч отскочил от его ноги после удара Константина Визёнка на 64 минуте.
В феврале 2012 года вместе с «Крымтеплицей» выиграл Кубок Крымтеплицы, в финале обыграв «Энергию» из Новой Каховки со счётом (5:1). 26 февраля 2012 года в товарищеской игре против свердловского «Шахтёра» (0:1), Визавер в конце матча на 90 минуте забил мяч в свои ворота. В марте 2012 года вместе с командой побывал на сборах в Турции. В сезоне 2011/12 «Крымтеплица» заняла 5 место в Первой лиге, Визавер сыграл в 26 матчах и забил 3 гола. Также в этом сезоне он дважды (в 3 и 27 туре) попал в символическую сборную тура по версии сайта Football.ua. В Кубке сыграл в 1 поединке.
Всего за «Крымтеплицу» выступал на протяжении семи сезонов и сыграл в Первой лиге в 181 матче и забил 6 мячей. За это время он играл под руководством 10 главных тренеров, это: Олег Лутков, Анвар Сулейманов, Вячеслав Комаров, Олег Федорчук, Александр Гайдаш, Михаил Дунец, Михаил Сачко, Геннадий Морозов, Александр Севидов и Николай Федорко. За «Крымтеплицу» он выступал вначале под 3 номером, а позже под 2 номером на футболке. В команде был одним из лидеров, являлся вице-капитаном. С капитанской повязкой выводил «Крымтеплицу» как минимум в пяти матчах. По количеству матчей в составе команды он уступает лишь Виталию Саранчукову.

### «Авангард» (Краматорск)
После окончания контракта с «Крымтеплицей» Визавер стал свободным агентом и перешёл в краматорский «Авангард». Команда в сезоне 2012/13 должна была выступать во Второй лиге, но так как «Нива» (Винница) снялась с соревнований «Авангард» занял её место в Первой лиге. Главным тренером в команде был Сергей Шевченко. Виталий также мог перейти в кировоградскую «Звезду». В «Авангарде» играет односельчанин Визавера, Александр Брынько. В команде Виталий взял футболку с 3 номером.
В составе команды дебютировал 14 июля 2012 года в первом туре чемпионата, в игре против кировоградской «Звезды» (0:2), Визавер отыграл всю игру с капитанской повязкой. 28 июля 2012 года в третьем туре в матче против киевского «Динамо-2» «Авангард» одержал первую победу в Первой лиге в своей истории с итоговым счётом (2:0). Виталий Визавер в этой игре забил второй мяч головой, на 74 минуте в ворота Романа Загладько после подачи углового. После этого он был включён в символическую сборную 3-го тура по версии сайта Football.ua. Визавер также попал в символическую сборную 7-го тура по версии сайта Football.ua, по окончании матча 26 августа 2012 года против своего бывшего клуба «Крымтеплица», в котором «Авангард» одержал домашнюю победу на выезде со счётом (1:0).

## Статистика
| Выступление               | Выступление            | Выступление      | Чемпионат | Чемпионат | Кубок | Кубок | Итого | Итого |
| Клуб                      | Лига                   | Сезон            | Игры      | Голы      | Игры  | Голы  | Игры  | Голы  |
| ------------------------- | ---------------------- | ---------------- | --------- | --------- | ----- | ----- | ----- | ----- |
| ЦСКА-2 (Киев)             | ААФУ                   | 1995/96          | 4         | 0         | —     | —     | 4     | 0     |
| ЦСКА-2 (Киев)             | Первая лига Украины    | 1996/97          | 25        | 0         | 1     | 0     | 26    | 0     |
| ЦСКА-2 (Киев)             | Первая лига Украины    | 1997/98          | 9         | 0         | 5     | 0     | 14    | 0     |
| ЦСКА-2 (Киев)             | Итого                  | Итого            | 34        | 0         | 6     | 0     | 40    | 0     |
| Ригонда                   | Вторая лига Украины    | 1997/98          | 15        | 1         | —     | —     | 15    | 1     |
| Ригонда                   | Вторая лига Украины    | 1998/99          | 4         | 0         | 0     | 0     | 4     | 0     |
| Ригонда                   | Итого                  | Итого            | 19        | 1         | 0     | 0     | 19    | 1     |
| Титан (Армянск)           | Вторая лига Украины    | 1998/99          | 7         | 0         | 0     | 0     | 7     | 0     |
| Титан (Армянск)           | Вторая лига Украины    | 1999/00          | 22        | 0         | 3     | 0     | 25    | 0     |
| Титан (Армянск)           | Вторая лига Украины    | 2000/01          | 24        | 3         | 5     | 0     | 29    | 3     |
| Титан (Армянск)           | Вторая лига Украины    | 2001/02          | 30        | 0         | 4     | 0     | 34    | 0     |
| Титан (Армянск)           | Вторая лига Украины    | 2002/03          | 15        | 0         | 1     | 0     | 16    | 0     |
| Титан (Армянск)           | Итого                  | Итого            | 98        | 3         | 13    | 0     | 111   | 3     |
| Волгарь-Газпром           | Первый дивизион России | 2003             | 1         | 0         | —     | —     | 1     | 0     |
| Спартак (Ивано-Франковск) | Первая лига Украины    | 2003/04          | 27        | 1         | 2     | 0     | 29    | 1     |
| Спартак (Ивано-Франковск) | Первая лига Украины    | 2004/05          | 30        | 2         | 2     | 0     | 32    | 2     |
| Спартак (Ивано-Франковск) | Итого                  | Итого            | 57        | 3         | 4     | 0     | 61    | 3     |
| → Лукор                   | Вторая лига Украины    | 2003/04          | 1         | 0         | —     | —     | 1     | 0     |
| Крымтеплица               | Первая лига Украины    | 2005/06          | 22        | 0         | 1     | 0     | 23    | 0     |
| Крымтеплица               | Первая лига Украины    | 2006/07          | 29        | 0         | 3     | 0     | 32    | 0     |
| Крымтеплица               | Первая лига Украины    | 2007/08          | 34        | 2         | 1     | 0     | 35    | 2     |
| Крымтеплица               | Первая лига Украины    | 2008/09          | 22        | 1         | 2     | 0     | 24    | 1     |
| Крымтеплица               | Первая лига Украины    | 2009/10          | 30        | 0         | 3     | 1     | 33    | 1     |
| Крымтеплица               | Первая лига Украины    | 2010/11          | 18        | 0         | 1     | 0     | 19    | 0     |
| Крымтеплица               | Первая лига Украины    | 2011/12          | 26        | 3         | 1     | 0     | 27    | 3     |
| Крымтеплица               | Итого                  | Итого            | 181       | 6         | 12    | 1     | 193   | 7     |
| Авангард (Краматорск)     | Первая лига Украины    | 2012/13          | 7         | 1         | 1     | 0     | 8     | 1     |
| Всего за карьеру          | Всего за карьеру       | Всего за карьеру | 399       | 13        | 36    | 1     | 435   | 14    |

## Стиль игры
Визвер выступает на позиции центрального защитника. Его положительным качеством является обострение игры в атаке, после прохода по флангам и игра головой. Часто подключается к розыгрышам стандартных положений, таких как подачи угловых. Визавер является опытным защитником, проведшим на профессиональном уровне свыше 400 матчей. За это время он получил 80 жёлтых карточек, дважды был удалён после получения двух предупреждений подряд и один раз получил красную карточку.

## Личная жизнь
Со своей будущей женой Марией он познакомился в Симферополе, в котором жил во время игры за «Крымтеплицу». Свадьба состоялась 20 июня 2009 года во время празднования 10-летия футбольного клуба «Крымтеплица». Вместе с Марией они воспитывают дочь Ульяну.
Также Визаверы владеют домом в Красногвардейском районе Крыма. Виталий учился в Таврическом национальном университете имени В. И. Вернадского на факультете физического воспитания и спорта.